# Matto come un gatto
Matto come un gatto è un album di Gino Paoli, prodotto dalla Speedway nel 1991.

## Tracce
1. Quattro amici – 4:52
2. Matto e vigliacco – 4:06
3. Un sorriso gratis – 4:21
4. Senza gli occhi – 4:26
5. L'autostrada – 5:50
6. Saremo una canzone – 3:59
7. Piccola signora – 4:21
8. Come un serpente – 4:20
9. Verso d'inverno – 3:16

Alla fine del primo brano Quattro amici vi è anche la partecipazione di Vasco Rossi, che canta un frammento della sua "Vita spericolata".
Tutti i brani sono di Gino Paoli. La produzione artistica e gli arrangiamenti sono di Adriano Pennino.

## Formazione
- Gino Paoli – voce
- Vito Mercurio – basso
- Adriano Pennino – tastiera
- Maurizio Fiordiliso – chitarra
- Rosario Jermano – percussioni, tabla
- Vittorio Riva – batteria
- Giorgio Fava – violino
- Walter Vestidiello – violoncello
- Demo Morselli – tromba
- Claudio Pascoli – sax
- Amedeo Bianchi – sax
- Robert Fix – sax
- Eric Daniel – sax contralto
- Bruno De Filippi – armonica, banjo
- Aida Cooper, Lola Feghaly, Lalla Francia, Moreno Ferrara – cori

## Classifiche

### Classifiche settimanali
| Classifica (1991) | Posizione massima |
| ----------------- | ----------------- |
| Europa            | 35                |
| Italia            | 1                 |

### Classifiche di fine anno
| Classifica (1991) | Posizione |
| ----------------- | --------- |
| Italia            | 5         |
| Europa            | 86        |